# Komisja Nadzwyczajna do rozpatrzenia niektórych projektów ustaw z zakresu prawa wyborczego
Komisja Nadzwyczajna do rozpatrzenia niektórych projektów ustaw z zakresu prawa wyborczego – nadzwyczajna komisja sejmowa powołana 2 kwietnia 2009 r. w celu pracy nad projektem kodeksu wyborczego oraz innych ustaw z zakresu prawa wyborczego.
Powołanie i wybór składu osobowego komisji nastąpiło podczas 39. posiedzenia Sejmu VI kadencji. Postanowiono, iż będzie ona nosić nazwę: Komisja Nadzwyczajna do rozpatrzenia poselskiego projektu ustawy - Kodeks wyborczy, poselskiego projektu ustawy o zmianie ustawy o partiach politycznych, ustawy o wyborze Prezydenta Rzeczypospolitej Polskiej, ustawy - Ordynacja wyborcza do Sejmu Rzeczypospolitej Polskiej i Senatu Rzeczypospolitej Polskiej oraz ustawy - Ordynacja wyborcza do rad gmin, rad powiatów i sejmików województw oraz komisyjnego projektu ustawy o zmianie ustawy o wyborze Prezydenta Rzeczypospolitej Polskiej oraz niektórych innych ustaw o poselskim projekcie ustawy o zmianie ustawy o partiach politycznych, ustawy o wyborze Prezydenta Rzeczypospolitej Polskiej, ustawy - Ordynacja wyborcza do Sejmu Rzeczypospolitej Polskiej i Senatu Rzeczypospolitej Polskiej oraz ustawy - Ordynacja wyborcza do rad gmin, rad powiatów i sejmików województw.
Uchwałą Sejmu z dnia 9 października 2009 r. dokonano zmiany nazwy tej komisji na: Komisja Nadzwyczajna do rozpatrzenia niektórych projektów ustaw z zakresu prawa wyborczego.

## Skład komisji
- Marek Ast (PiS)
- Zbigniew Chlebowski (PO) – przewodniczący komisji do 24 kwietnia 2009 r., po czym został odwołany
- Andrzej Dera (PiS) – zastępca przewodniczącego
- Waldy Dzikowski (PO) - przewodniczący komisji od 24 kwietnia 2009 r.
- Witold Gintowt-Dziewałtowski (SLD) - zastępca przewodniczącego
- Zbigniew Girzyński (PiS)
- Agnieszka Hanajczyk (PO)
- Krzysztof Jurgiel (PiS)
- Mariusz Kamiński (PiS) - odwołany 25 czerwca 2010 r.
- Wiesław Kilian (PO) - powołany 25 czerwca 2010 r.
- Eugeniusz Kłopotek (PSL) - zastępca przewodniczącego
- Jan Kochanowski (SLD)
- Paweł Olszewski (PO) - zastępca przewodniczącego
- Sławomir Piechota (PO)
- Halina Rozpondek (PO)
- Wojciech Szarama (PiS)
- Cezary Tomczyk (PO)
- Marek Wójcik (PO)
- Adam Żyliński (PO) - powołany 24 kwietnia 2009 r.

Skład komisji w momencie powołania wynosił 17 posłów. Z czego:
- 8 członków Platformy Obywatelskiej
- 6 członków Prawa i Sprawiedliwości
- 2 członków Sojuszu Lewicy Demokratycznej
- 1 członek Polskiego Stronnictwa Ludowego

## Przebieg prac
Pierwsze posiedzenie komisji odbyło się bezpośrednio w dniu, w którym doszło do jej powołania. Przewodniczącym został wybrany Zbigniew Chlebowski (PO), zaś na wiceprzewodniczących wybrano czterech posłów: Witolda Gintwot-Dziewałtkowskiego (SLD), Waldy Dzikowskiego (PO), Andrzeja Derę (PiS) i Eugeniusza Kłopotka (PSL).
W związku z tym, iż ze składu komisji ubył przewodniczący Zbigniew Chlebowski konieczne było wybranie nowego. Nastąpiło to na 2. powiedzeniu, dnia 20 maja 2009 r., kiedy to przewodniczącym został Waldy Dzikowski. W trakcie tego posiedzenia zostali również przedstawieni eksperci zgłoszeni przez poszczególne kluby poselskie. Platforma Obywatelska wskazała prof. dr hab. Marka Chmaja z Uniwersytetu Warmińsko-Mazurskiego, prof. dr hab. Mirosława Steca i dr. Jarosława Flisa z Uniwersytetu Jagiellońskiego, Sojusz Lewicy Demokratycznej  - dr Elżbietę Sękowską-Grodzicką z Uniwersytetu Warszawskiego, Polskie Stronnictwo Ludowe - Józef Szczepańczyk. Klub PiS zapowiedział zgłoszenie ekspertów w późniejszym terminie.